# Tinea chaotica
Tinea chaotica är en fjärilsart som beskrevs av Edward Meyrick 1893. Tinea chaotica ingår i släktet Tinea och familjen äkta malar. Inga underarter finns listade i Catalogue of Life.